# Petanahan (plaats)
Petanahan is een bestuurslaag in het regentschap Kebumen van de provincie Midden-Java, Indonesië. Petanahan telt 3489 inwoners (volkstelling 2010).